# Koeleria lobata
Koeleria lobata là một loài thực vật có hoa trong họ Hòa thảo. Loài này được (M.Bieb.) Roem. & Schult. mô tả khoa học đầu tiên năm 1817.